# Emilio Faà di Bruno

Emilio Faà di Bruno

Emilio Faà di Bruno (* 7. März 1820 in Alessandria; † 20. Juli 1866 bei Lissa) war ein piemontesischer und italienischer Marineoffizier.

## Leben
Faa' di Bruno wurde an der Marineschule in Genua ausgebildet und durfte anschließend an einer zweijährigen Ausbildungsfahrt der Fregatte Giorgio Des Geneys entlang der Küsten  Amerikas teilnehmen.
Während des ersten italienischen Unabhängigkeitskrieges war er 1848 in der Adria im Einsatz, wo er auf einer Korvette an der Beschießung der österreichischen Küstenbatterien bei Caorle beteiligt war.
Im zweiten italienischen Unabhängigkeitskrieg kommandierte er Kanonenboote und nahm 1861 an den Belagerungen von Gaeta und Messina teil.
1863 unternahm er mit einer Korvette eine Reise in die USA, im Jahr darauf eine weitere, die ihn bis in die kanadische Baffin Bay führte. 1865 zwang er mit der Fregatte Castelfidardo den Bey von Tunis, die Rechte dort ansässiger italienischer Staatsbürger zu achten.
Am 6. Mai 1866 übernahm Faa' di Bruno das Kommando über das neue Panzerschiff Re d'Italia, mit dem er kurz danach am dritten italienischen Unabhängigkeitskrieg teilnahm. Ab dem 18. Juli 1866 beschoss er mit seinem Schiff die österreichischen Festungsanlagen auf der Insel Lissa. Im Verlauf der Seeschlacht von Lissa, bei der am 20. Juli 1866 auf Grund von eklatanten Führungsfehlern nur eines von drei der bei Lissa kreuzenden italienischen Geschwader in den Kampf eingriff, stand er mit der Re d'Italia, der Palestro und der San Martino isoliert mit sieben österreichischen Linienschiffen im Gefecht. Die Re d'Italia erhielt einen Treffer, der das Schiff manövrierunfähig und damit zum leichten Ziel für die österreichische Ferdinand Max machte, die sie rammte und versenkte. Faa' di Bruno und seine Besatzung gingen mit der Re d'Italia unter.
Die italienische Marine benannte später ein U-Boot nach Faa' di Bruno, das im Zweiten Weltkrieg vor Schottland versenkt wurde.